# Triancyra tricolorata
Triancyra tricolorata là một loài tò vò trong họ Ichneumonidae.